# Daniel Chaves da Silva
Daniel Chaves da Silva, född 10 juli 1988, är en friidrottare från Brasilien. Han deltog vid olympiska sommarspelen 2020.